# 芳養川
芳養川（はやがわ）は、紀伊半島の南西を流れる河川。和歌山県中南を流れる二級水系の本流である。

## 地理
和歌山県田辺市（旧田辺市域）北東部の三星山を源流とし北麓から大きく湾曲して西流し、上芳養で南に向きを変え田辺湾北東から太平洋に流れ出る。流域面積は約27.8km2である。支流に小塩川、西郷川、小畔川、下流に田川がある。
芳養川流域の土地利用は、山林が約80%に対し、農地が14％、宅地6％であり、農地としての利用が多いのが特色である。南部川流域と並ぶ一大産地であるウメのほか、ミカン、スモモなどの果樹栽培も盛んであり、備長炭の原料となるウバメガシなどの植生にも恵まれている。
流域は古くから集落が発達しており、石清水八幡宮を勧請した芳養八幡神社が鎮座し、中世には湯川氏による城下町もあった。河川沿いには集落が点在しており、田辺市北部芳養地区の生活用水、農業用水として機能している。古くから土石流や河川の氾濫など水害にさいなまされてきた地区でもあり、第二室戸台風では顕著な水害があったほか、戦後も数度、水害に遭っているため対策が急がれている。
周囲の河川と比較すると集落が多く、農地としての利用も盛んなため水質が低く（上流域でトビゲラ類の減少、下流域で汚水に強いボラの棲息増加など）、流域の水質改善も課題となっている。

## 流域の自治体
和歌山県
田辺市

## 並行する交通

### 道路
- 和歌山県道199号芳養清川線